# Дивизия Сера (Первая империя)
Пехотная дивизия Сера (фр. Division d'infanterie de Seras) — пехотная дивизия Франции периода наполеоновских войн.

## История дивизии
С началом новой войны против Третьей коалиции в 1805 году, новый главком Итальянской армии маршал Массена, начал реорганизацию вверенной ему армии. 8 сентября 1805 года была сформирована 5-я пехотная дивизия. Во главе её был поставлен генерал Сера, итальянец по происхождению. Дивизии формировались из имевшихся под рукой полков и батальонов. В состав 5-й дивизии вошли:
- 8-й полк лёгкой пехоты, с приданным ему 3-м батальоном корсиканских карабинеров;
- 9-й полк линейной пехоты;
- 13-й полк линейной пехоты;
- 53-й полк линейной пехоты;
- 81-й полк линейной пехоты;
- 106-й полк линейной пехоты;
- итальянский полк драгун королевы, 4 эскадрона

Дивизия отличилась в сражении при Кальдьеро и при переправе через Тальяменто. В феврале 1806 года дивизия оккупировала Истрию.

## Организация дивизии
На 18 октября 1805 года:
- 1-я бригада (командир – бригадный генерал Жак Жилли)
  - 8-й полк лёгкой пехоты, 2 батальона (командир — полковник Луи Бертран де Сивре)
    - 3-й батальон корсиканских карабинеров

  - 53-й полк линейной пехоты, 3 батальона (командир — полковник Жан-Мари Сонжон)
- 2-я бригада (командир – бригадный генерал Пьер Гийе)
  - 81-й полк линейной пехоты, 2 батальона (командир — полковник Мишель Бонте)
  - 106-й полк линейной пехоты, 3 батальона (командир — полковник Жан Шарль Руссель)
- 3-я бригада (командир – бригадный генерал Клод Мале)
  - 13-й полк линейной пехоты, 3 батальона
  - итальянский полк драгун королевы, 4 эскадрона
- 4-я бригада (командир – бригадный генерал Жан Жак Шильт)
  - 9-й полк линейной пехоты, 2 батальона (командир — полковник Жозеф Пепен)
    - Всего: 16 батальонов, 4 эскадрона, 8016 человек, 6 орудий[1]

## Подчинение
- 5-я пехотная дивизия Итальянской армии (8 сентября 1805 года).

## Командование дивизии

### Командиры дивизии
- дивизионный генерал Луи Шабо (16 марта 1802 – 22 марта 1805)
- дивизионный генерал Антуан Робен (22 марта 1805 – 8 сентября 1805)
- дивизионный генерал Жан-Матьё Сера (8 сентября 1805 – 16 июля 1806)

### Начальники штаба дивизии
- полковник штаба Жан Монфалькон (8 сентября 1805 – 1 февраля 1806)

### Командиры бригад
- бригадный генерал Жак Жилли (11 сентября 1805 – июль 1806)
- бригадный генерал Клод Мале (11 сентября 1805 – 1806)
- бригадный генерал Пьер Гийе (21 сентября 1805 – июнь 1806)
- бригадный генерал Жан Жак Шильт (18 октября 1805 – 16 июля 1806)